# Hrnčiarska Ves
Hrnčiarska Ves ist eine Gemeinde in der Süd-Mitte der Slowakei, mit 936 Einwohnern (Stand 31. Dezember 2024) und liegt im Okres Poltár, einem Kreis des Banskobystrický kraj. Der Name bedeutet wörtlich „Töpferdorf“.

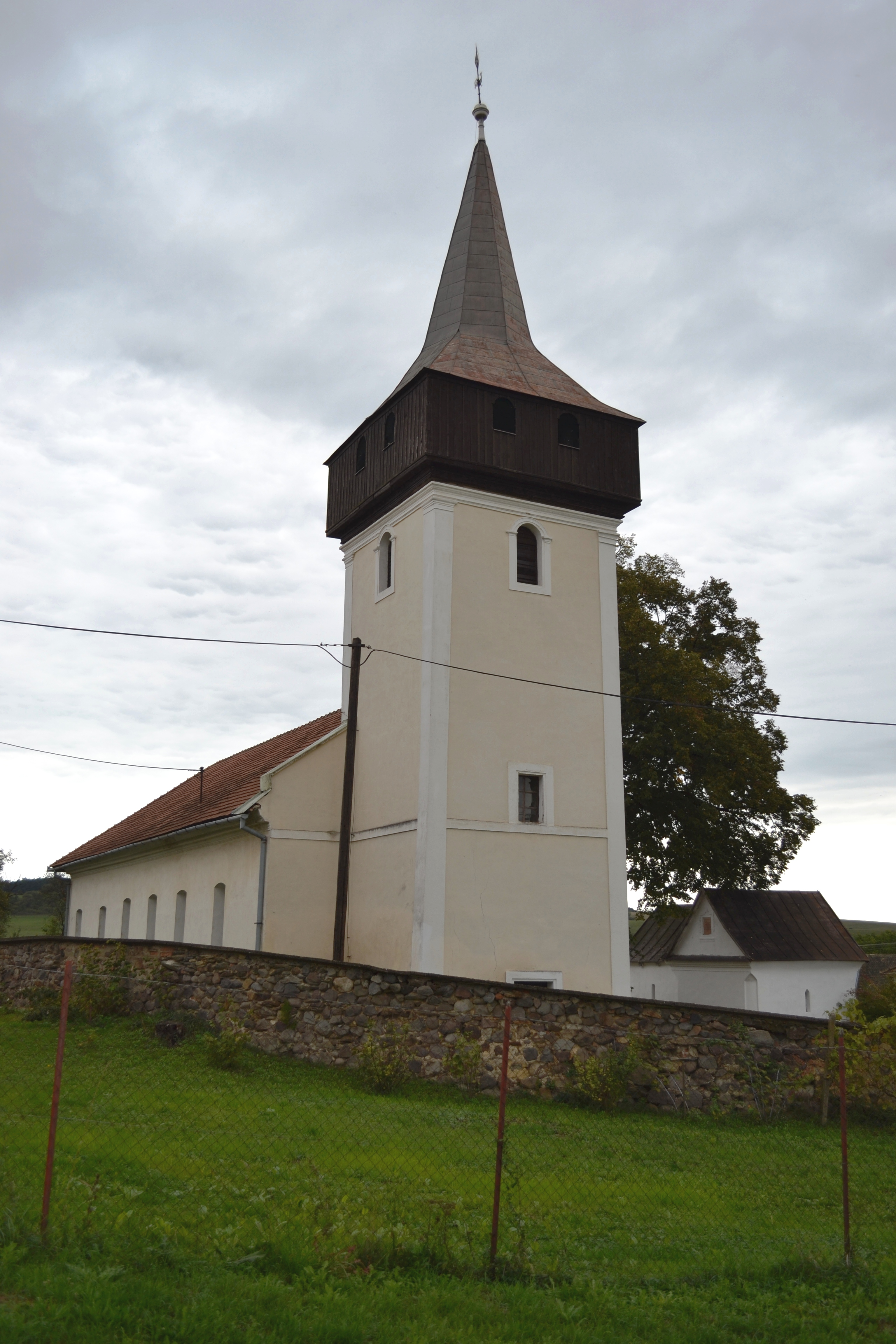
Evangelische Kirche

## Geographie
Die Gemeinde liegt im großen Talkessel Juhoslovenská kotlina am Bach Suchá, westlich der Scheide zwischen den Unterteilen Lučenská kotlina und Rimavská kotlina. Nördlich des Ortes liegt das Hügelland Revúcka pahorkatina, ein Unterteil des Slowakischen Erzgebirges. Das auf einer Höhe von 252 m n.m. gelegene Ortszentrum ist 6 Kilometer von Poltár, 21 Kilometer von Rimavská Sobota, 24 Kilometer von Lučenec und 90 Kilometer von Banská Bystrica entfernt.
Die Gemeinde setzt sich aus den Gemeindeteilen Maštinec, Pondelok und Veľká Suchá zusammen.

## Geschichte
Hrnčiarska Ves entstand 1964 aus der Fusionierung der vorher selbständigen Orte Pondelok und Veľká Suchá.
Der Ortsteil Veľká Suchá wurde zum ersten Mal 1286 als Szuha erwähnt, während Pondelok erscheint erst im 16. Jahrhundert, im Jahr 1515. Dort hat sich die Bevölkerung mit Dachziegelherstellung sowie heute namensgebenden Töpferei beschäftigt.

## Bevölkerung
| Jahr                | 1994 | 2004    | 2014    | 2024    |
| ------------------- | ---- | ------- | ------- | ------- |
| Anzahl der Personen | 908  | 938     | 1006    | 936     |
| Unterschied         |      | +3,30 % | +7,24 % | −6,95 % |

| Jahr                | 2023 | 2024    |
| ------------------- | ---- | ------- |
| Anzahl der Personen | 932  | 936     |
| Unterschied         |      | +0,42 % |

## Bauwerke
- evangelische Kirche im Renaissance-Stil aus dem Jahr 1630 (Ortsteil Pondelok)
- klassizistische römisch-katholische Nikolauskirche aus dem Jahr 1851 (Ortsteil Veľká Suchá)
- zwei Kurien aus der Hälfte des 17. Jahrhunderts, und
- Landschloss des letzten Gutsbesitzers Elemér Biesza, heute als Wohnhäuser dienend

## Persönlichkeiten
- Eduard Kojnok (1933–2011), slowakischer Bischof